# Carlos G. Chocano
Carlos G. Chocano fue un médico y político peruano.
Durante la guerra del Pacífico formó parte de los médicos que atendieron en el Hospital de Sangre de Santa Sofia.
Fue elegido como representante de la provincia de Chachapoyas para la Asamblea Constituyente del Norte celebrada entre diciembre de 1882 y 1883 que dio inicio a la presidencia de Miguel Iglesias Pino de Arce
Posteriormente, en 1884 elegido diputado por la provincia de Bongará formó parte de la Asamblea Constituyente convocada por el presidente Miguel Iglesias luego de la firma del Tratado de Ancón que puso fin a la guerra del Pacífico. Esta asamblea no sólo ratificó dicho tratado sino también ratificó como presidente provisional a Miguel Iglesias, lo que condujo a la guerra civil peruana de 1884-1885.
En 1884 obtuvo en la facultad de medicina de San Fernando el grado de bachiller con su tesis titulada «Del Aborto. Sus causas, síntomas, diagnóstico, pronóstico y tratamiento».